# Skuna River
Der Skuna River ist ein Nebenfluss des Yalobusha River im Norden und im Zentrum des US-Bundesstaates Mississippi. Der Fluss ist etwa 120 km lang und gehört zum Einzugsgebiet des Mississippi.
Der Skuna River entspringt etwa 6 km westlich von Pontotoc im Pontotoc County und durchfließt in südwestlicher Richtung die Countys Chickasaw und Calhoun, wo er an der Stadt Bruce vorbeifließt. Der größte Teil des Flusslaufs ist begradigt und als Skuna River Canal bekannt. Der Skuna River mündet 9,7 km östlich der Stadt Grenada in den zum Grenada Lake aufgestauten Yalobusha River.